# Fondation Skipping Stone
 (juin 2025).
La Fondation Skipping Stone est une organisation caritative basée à Calgary, en Alberta (Canada), défendant les droits des personnes transgenres et leur offrant des programmes de soutien.
L'organisation a des locaux à Calgary mais entend aider les personnes transgenres dans toute la province, notamment grâce à des rendez-vous virtuels. Elle déclara avoir servi plus de 200 personnes en 2018, puis plus de 1 000 personnes en 2020 à travers ses nombreux programmes, soutenus par sa douzaine d'employés et des centaines de bénévoles. Elle offre notamment de l'aide aux personnes trans pour accéder à des soins appropriés (barrières financières, délais d'attente longs, trouver un médecin compréhensif, etc.), ainsi que du soutien à la santé mentale et du coaching personnel, des groupes de parole, et des activités communautaires.
La fondation fut fondée en 2016 et était originellement destinée à offrir des programmes de bourses, cependant la mission de la fondation fut rapidement élargie. Skipping Stone organisa ainsi des marches pour commémorer la journée du souvenir trans à Calgary, ainsi que la semaine de la sensibilisation à la transidentité. Elle fut également à l'origine d'une action médiatique de sensibilisation en 2017 autour de la clinique Metta de l'Alberta, qui faisait partie de l'Alberta Children's Hospital à Calgary, et offrait des programmes d'aide médicale relatifs à la transition mais seulement une demi-journée par mois, ce qui était bien insuffisant compte tenu de la demande et engendrait une liste d'attente longue de plus de trois ans ; en 2018, Alberta Health Services annonça avoir augmenté les ressources de cet organisme, avec l'affectation de deux professionnels à plein temps pour le programme.
En 2019, devant des difficultés de financement et notamment une diminution du financement provincial, une campagne de soutien à l'organisme fut lancée à Calgary. La campagne permit de récolter 120,000$ dollars en quelques semaines et de sauver la fondation.
En 2024, Skipping Stone s'associa à Egale Canada pour attaquer en justice le gouvernement albertain, arguant que les trois lois votées par le gouvernement fin 2024 affectant les personnes transgenres étaient discriminatoires et inconstitutionnelles,.